# Amt Erichsburg
Das Amt Erichsburg war eines der Ämter, die der Verwaltung der landesherrlichen Besitzungen und Rechte im Fürstentum Calenberg dienten.

## Geschichte
Das Fürstentum Calenberg gelangte 1523 im Rahmen der Hildesheimer Stiftsfehde in den Besitz einiger Gebiete, die zuvor zum Hochstift Hildesheim gehört hatten. Dazu gehörte auch das im Amt Hunnesrück verwaltete Gebiet. Zur Verwaltung dieses Gebietes wurde ein neues Gebäude errichtet, die Erichsburg. Die Amtssitze Lauenberg, seit dem 14. Jahrhundert zum Herzogtum Braunschweig-Lüneburg gehörend, und Lüthorst, seit 1495 zum Herzogtum Braunschweig-Wolfenbüttel gehörend, wurden 1539 mit dem Amt Erichsburg zusammengefasst. 1643 kam das Gebiet des vormaligen Amtes Hunnesrück erneut zum Hochstift Hildesheim. Von der Erichsburg wurden fortan zwei kleine Gebiete verwaltet, die von dem dazwischen liegenden Amt Hunnesrück getrennt wurden. Sie gehörten von 1809 bis 1813 zum Kanton Markoldendorf. 1817 wurde das Amt Erichsburg mit dem benachbarten Amt Hunnesrück vereinigt und schließlich 1859 in das Amt Einbeck eingegliedert.

## Orte

### Nördliches Teilgebiet
- Erichsburg
- Lüthorst (bis 1539 Amtssitz)
- Portenhagen

### Südliches Teilgebiet
- Hoppensen (Dorf)
- Lauenberg (bis 1539 Amtssitz)
- Seelzerthurm
- Hilwartshausen (halb)

Von 1523 bis 1643 gehörten zusätzlich die Orte des Amtes Hunnesrück zum Amt Erichsburg.

## Amtmänner
- 1818–1821: Carl Friedrich Wernher
- 1826–1830: Johann Carl Gottfried Wernher
- 1831–1837: Ernst Scheele
- 1838–1847: August Friedrich Wilhelm Heinsius
- 1848–1851: Georg Carl August Wenckebach
- 1853–1857: Christian Carl Philipp Eisendecher